# Актуариус

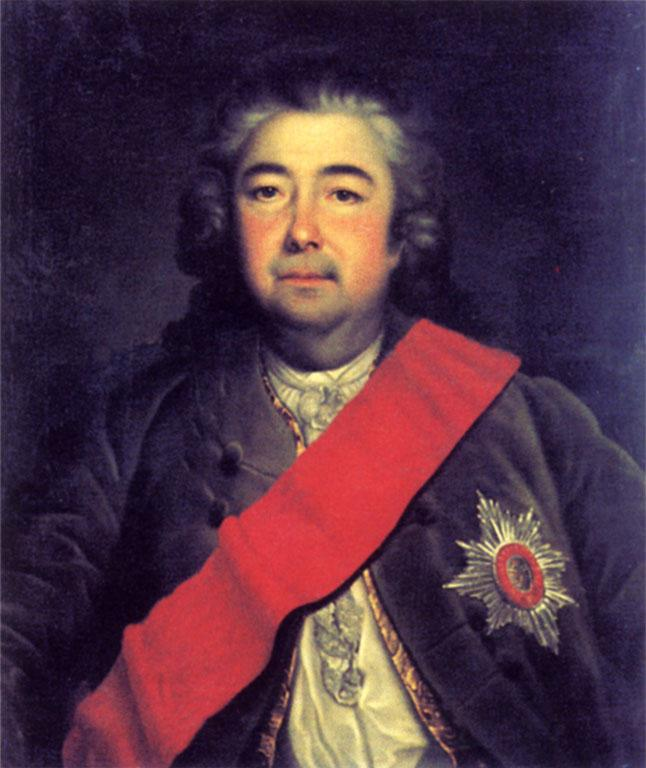
Иван Черкасов начинал карьеру подьячим

Актуа́риус (лат. actuarius, от слова «акт») — судебный писец, заносивший в регистр представляемые в суд акты, равно и пишущий сами акты; в России лицо, которому вверялось хранение актов присутственных мест, то есть дел, протоколов, журналов.
Слово вошло в употребление со времён римлян, у которых так назывались стенографы, записывавшие решения судов и постановления сената; они же хранили такие документы.
В России должность актуариуса была введена в 1720 году Петром I. Особая должность с таким названием существовала в России XIX века в министерстве иностранных дел, в остзейских провинциях и т. д. В других присутственных местах обязанности по хранению актов лежали на секретарях, регистраторах и других чиновниках.
В России такое лицо называлось также подьячим.

## История
Пётр Великий, создавая канцелярии коллегий, в общем для них генеральном регламенте от 10 марта 1720 года по новому стилю (№ 3534) ввёл должность актуариуса. Она была определена в главе XXXII регламента следующим образом: «Актуариус имеет по должности чина своего получаемые в коллегии письма прилежно собирать, оным реестр чинить, листы перемечивать, и о том квитанцную (или роспискам) книгу иметь, в которой, ежели служители коллегии из тех дел и писем некоторые для отправления своего дела возьмут, и в приёме оных росписки дадут, вносится; при отдаче же тех дел оные росписки уничтожаются, и в той книге отмечать, что принято. Также имеет он Актуариус надзирание и попечение о бумаге, перьях, чернилах, сургуче, воске, о дровах, свечах и о прочем, что надлежит, и сверх того некоторая часть дел ему придаётся; а где в Коллегиях Регистратор не обретается, надлежит Актуариусу его дела во всем исправлять: також и Регистратор равно имеет чинить, где Актуариуса нет».
Не точно разграниченная от регистратора, эта должность актуариуса не везде была замещена и затем слилась с должностью регистратора.

## Другие значения
- Так же у римлян называлось военное судно (лат. navis actuarius), способное идти на вёслах и под парусами[1].
- При римских императорах это название носили также провиантские комиссары[1].